# 佐藤治夫
佐藤 治夫（さとう はるお、1947年 - ）は、日本の元アマチュア野球選手（内野手）。実父は佐藤平七。

## 来歴
芦屋高校から法政大学に進学。東京六大学野球リーグでは在学中に3回優勝。2年生から中村之保の後継として二塁手に定着、1967年秋季リーグから4季連続でベストナインに選出される。1年上の田淵幸一、山本浩司らとともに活躍。1968年の明治維新百年記念明治神宮野球大会に東京六大学野球リーグ代表として出場。最上級生となった1969年秋季リーグでも、同期のエース山中正竹を擁し優勝に貢献する。同年の第8回アジア選手権日本代表に選出される。大学同期に山中の他、江本孟紀、黒田正宏、堀井和人、山田克己らがいた。
卒業後は鐘淵化学に入社、都市対抗などの常連として活躍する。1972年の産業対抗では井本隆らが好投し勝ち進む。準々決勝ではオール東鉄から3安打を記録、決勝に進むが日本石油の黒沢浪男に完封を喫する。この大会の優秀選手賞を獲得。この時のチームメイトに大学後輩の藤村正美らがいた。1975年の社会人野球日本選手権は主将として出場。準々決勝で九州産交から3点本塁打、宮田典計が全試合に先発し決勝に進む。決勝でも北海道拓殖銀行を1-0で降しチーム初優勝を飾った。この大会でも優秀選手賞を獲得している。同年の社会人ベストナイン（二塁手）にも選出された。チームが休部となり、引退するとプリンスホテルでコーチを務めた。